# Wisselstroom

Sinusvormige wisselstroom

Wisselstroom is een elektrische stroom met een periodiek wisselende stroomrichting. Dit is de vorm van elektriciteit (elektrische energie) zoals die via het elektriciteitsnet wordt geleverd aan huishoudens en industrie. Wisselstroom is de tegenhanger van gelijkstroom, die onder andere gebruikt wordt door veel elektronica en geleverd wordt door batterijen, brandstofcellen en zonnecellen.
In het Engels wordt voor wisselstroom de term alternating current gebruikt, afgekort tot AC. Op veel elektrische apparaten voor aansluiting op het elektriciteitsnet staat deze aanduiding op het typeplaatje aangegeven.
Wisselstroom werd voor het eerst onderzocht door Nikola Tesla. Hoewel vooral Tesla met baanbrekend onderzoek de echte grondlegger van de moderne elektriciteitsnetten werd, zou Thomas Edison er zeer bekend mee worden.

## Belasting
Afhankelijk of het op wisselspanning aangesloten toestel inductief of capacitief is, zal de stroom respectievelijk na-ijlen dan wel voorijlen op de spanning. Het ezelsbruggetje luidt: LEICIE: wat staat voor: L (spoel): eerst E dan I, C (condensator): eerst I dan E (met E spanning, en I stroom).
Men spreekt altijd van de stroom die voor- of na-ijlt op de spanning, niet andersom.

### Lineaire (of zuiver ohmse) belasting
Een lineaire belasting wordt gevormd door bijvoorbeeld een straalkachel, koffiezetapparaat of gloeilamp. Bij deze gebruikers zijn de spanning en de stroom synchroon (in fase): een elektrische spanning heeft onmiddellijk en gelijktijdig een elektrische stroom tot gevolg, mits er sprake is van een gesloten kring.

### Inductieve belasting
Een inductieve belasting is bijvoorbeeld een spoel. Spoelen komen voor in transformatoren, gasontladingsarmaturen (tl), elektromotoren en relais. Bij deze gebruikers zal de stroom na-ijlen op de spanning: eerst bouwt zich spanning op over de component, pas daarna zal de stroom vloeien. Dit komt doordat de spoel als het ware elke toestandsverandering wil tegenwerken.

### Capacitieve belasting
Een voorbeeld van een capacitieve belasting is een condensator. Condensatoren maken veelal deel uit van elektronische circuits. Ze worden in grotere industriële elektrische installaties in de vorm van condensatorbatterijen of -banken toegepast om de hoofdzakelijk inductieve belasting (veroorzaakt door elektromotoren en transformatoren) door middel van capacitieve belasting te compenseren. Condensatoren worden ook in tl-armaturen ingebouwd om in grotere verlichtingsinstallaties de van nature inductieve belasting van de ingebouwde smoorspoel te compenseren in de richting van een meer lineaire belasting.

### Vermogen
Bij de distributie van energie is men erbij gebaat het faseverschil tussen de spanning en de stroom zo klein mogelijk te houden. Het totaal ontwikkelde vermogen, dat bestaat uit het getransporteerde vermogen en het vermogensverlies bij het transport, is bij sinusvormige spanning en stroom van gegeven amplitudes evenredig met de factor cos(φ), de cosinus van het faseverschil, en is dus groter naarmate het faseverschil kleiner is (zie actief vermogen (werkelijk vermogen)).